# Новак, Кристиан (польский футболист)
Кристиан Новак (пол. Krystian Nowak; род. 1 апреля 1994, Элк, Варминско-Мазурское воеводство) — польский футболист, защитник клуба «Андижан».

## Карьера
Профессиональную карьеру начал в 2010 году в составе клуба «УКС СМС» Лодзь.
В 2012 года правах аренды перешёл в польский клуб «Видзев». 16 ноября 2012 года в матче против клуба «Лехия» Гданьск дебютировал в чемпионете Польши.
В 2023 году перешёл в ирландский клуб «Богемиан». 24 февраля 2023 года в матче против клуба «Дандолк» дебютировал в чемпионете Ирландии.
В 2024 году подписал контракт с клубом «Женис».

## Карьера в сборной
12 ноября 2015 года дебютировал за сборную Польши до 21 года в матче против сборной Норвегии до 21 года (1:0).

## Достижения
«Богемиан»
- Обладатель кубка Ленстера: 2023

## Клубная статистика
| Игровая карьера | Игровая карьера            | Игровая карьера | Лига | Лига | Кубок | Кубок | Межд. | Межд. | СК | СК |
| --------------- | -------------------------- | --------------- | ---- | ---- | ----- | ----- | ----- | ----- | -- | -- |
| 2018/19         | Славен Белупо              | А               | 20   | 1    | 1     | 1     | —     | —     | —  | —  |
| 2019/20         | Славен Белупо              | А               | 14   | 2    | 2     | 0     | —     | —     | —  | —  |
| 2020/21         | Видзев                     | Б               | 25   | 1    | 2     | 1     | —     | —     | —  | —  |
| 2021/22         | Видзев                     | Б               | 26   | 1    | 2     | 0     | —     | —     | —  | —  |
| 2022/23         | Университатя (Клуж-Напока) | А               | —    | —    | 3     | 0     | —     | —     | —  | —  |
| 2023            | Богемиан                   | А               | 31   | 1    | 4     | 1     | —     | —     | —  | —  |